# Cá lóc nướng trui

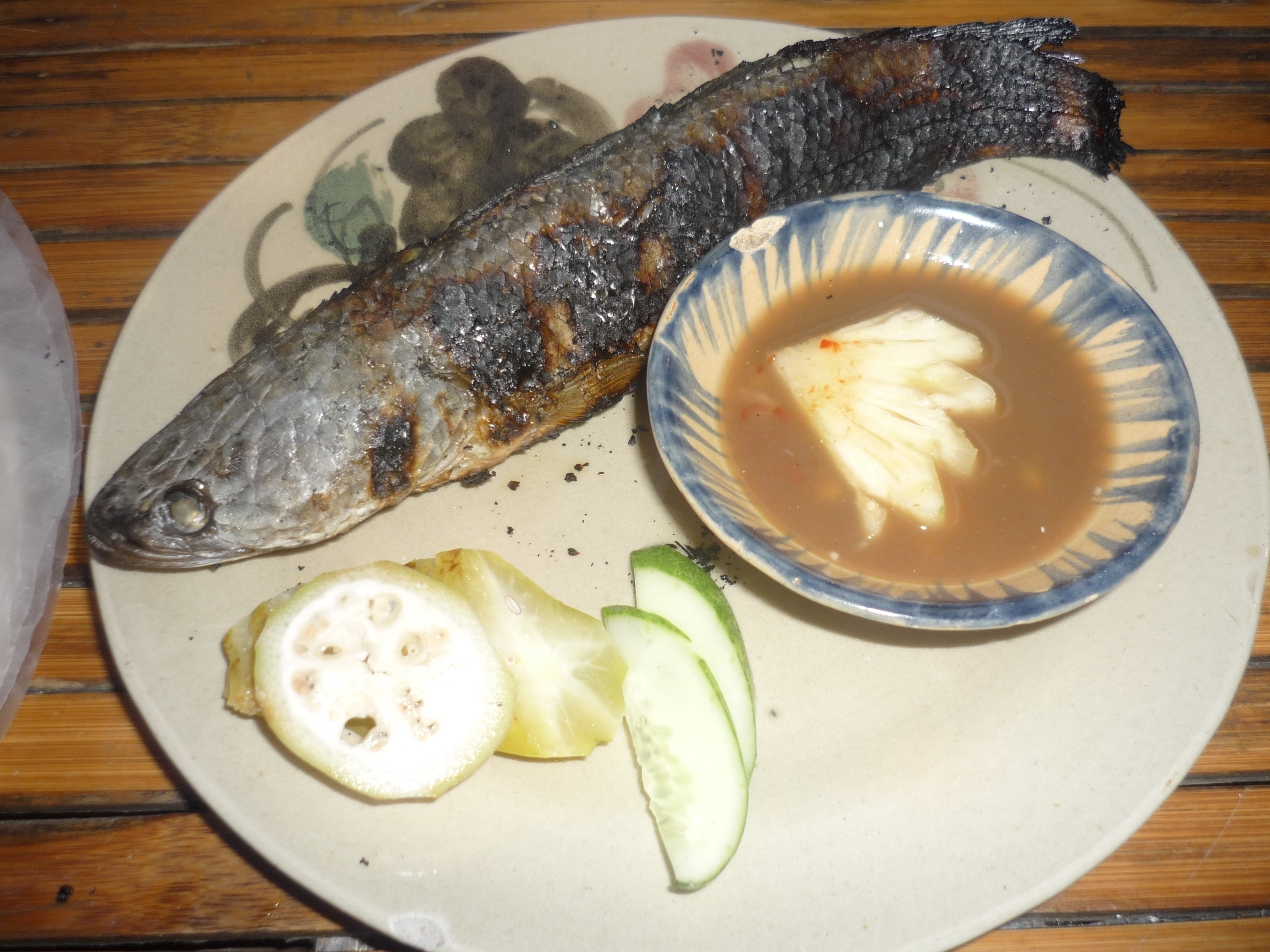
Cá lóc nướng trui

Cá lóc nướng trui là một món ăn dân dã đặc trưng cho miền đồng nước Nam Bộ Việt Nam, với hương vị độc đáo và cách chế biến rất đơn giản. Món ăn này gắn liền với quá trình khai hóa đất phương Nam của dân tộc Việt.
Đặc điểm của món cá lóc nướng trui dân dã là cá không cần sơ chế, nghĩa là không đánh vảy, không cạo nhớt, không mổ bụng, không tẩm ướp gia vị. Cá lóc vừa bắt dưới sông lên, rửa sạch, được xiên bằng một que dài từ miệng đến đuôi, sau vùi cá vào đống rơm khô rồi châm lửa đốt hoặc cắm que xuống đất lấy rơm phủ lên và đốt lửa cho đến khi tro tàn. Khi cá chín, cạo bỏ lớp vẩy đã cháy xém để lộ ra thịt cá trắng và thơm.
Riêng với cá lóc từ 700-800gr trở lên muốn cho thịt cá được chín đều hoàn toàn bạn nên vạch miệng cá ra chế nước vào trong miệng cá sao cho nước vào đầy dạ dày cá rồi mới nướng, làm như vậy khi nướng thì dưới tác động của nhiệt nước trong bụng cá sẽ sôi lên trong môi trường kín làm cho thịt cá được chín hoàn toàn, và một đòi hỏi quan trọng không kém nữa là vật liệu thui cá nhất định phải là rơm thì thịt cá mới thơm và không bị hôi khói. Cá nướng xong chỉ cần gỡ thịt chấm  nước mắm chua cay ngọt theo kiểu miền Tây hoặc chấm với nước mắm me. Khi có điều kiện, cá lóc nướng trui có thể thực hiện cầu kì trên lửa than hồng, rưới mỡ hành, cá chín ăn với mắm me và thường được cuốn với bánh tráng, rau thơm các loại.

## Hình ảnh

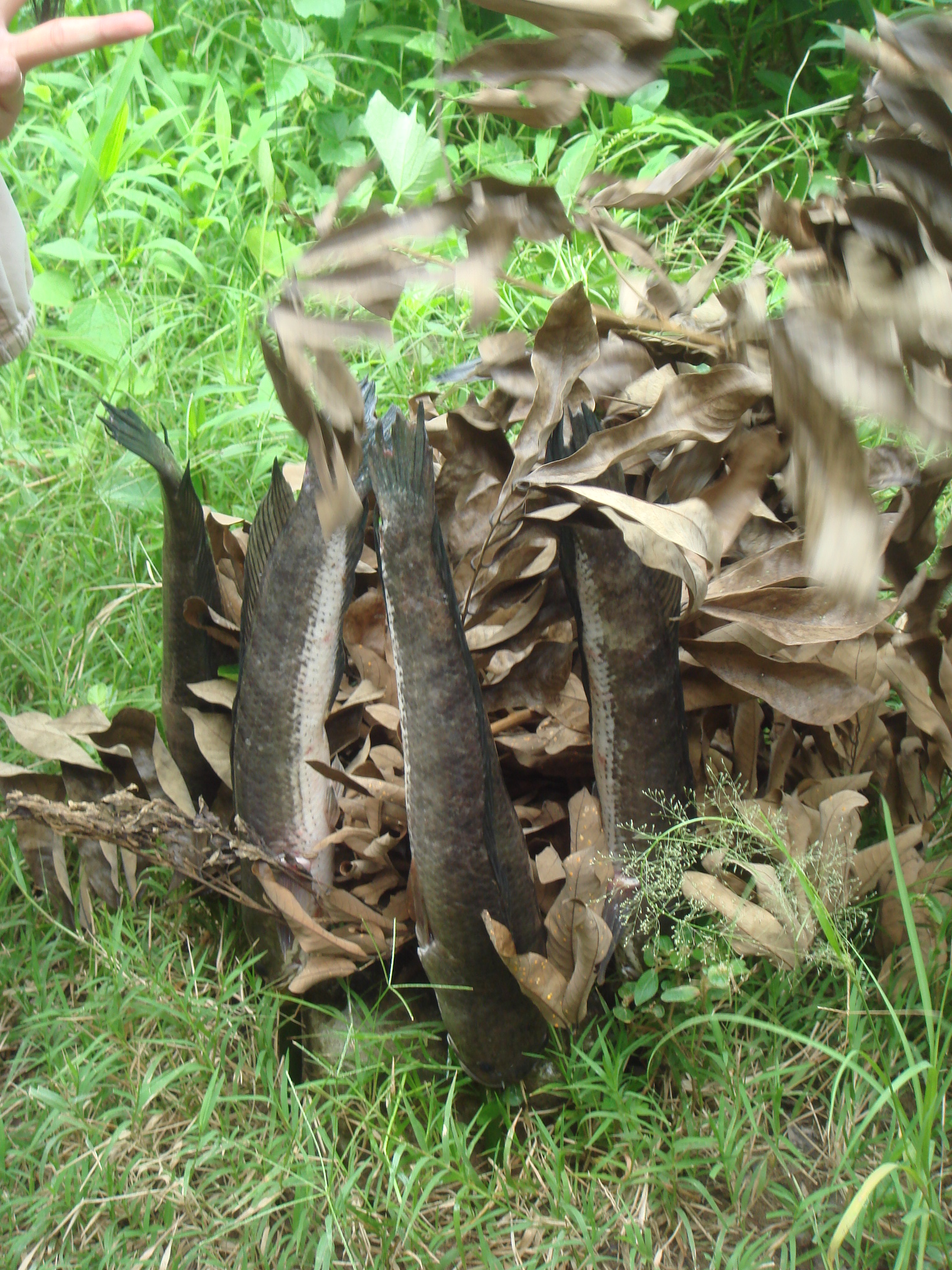
Cá lóc được xiên bằng một que dài từ miệng đến đuôi
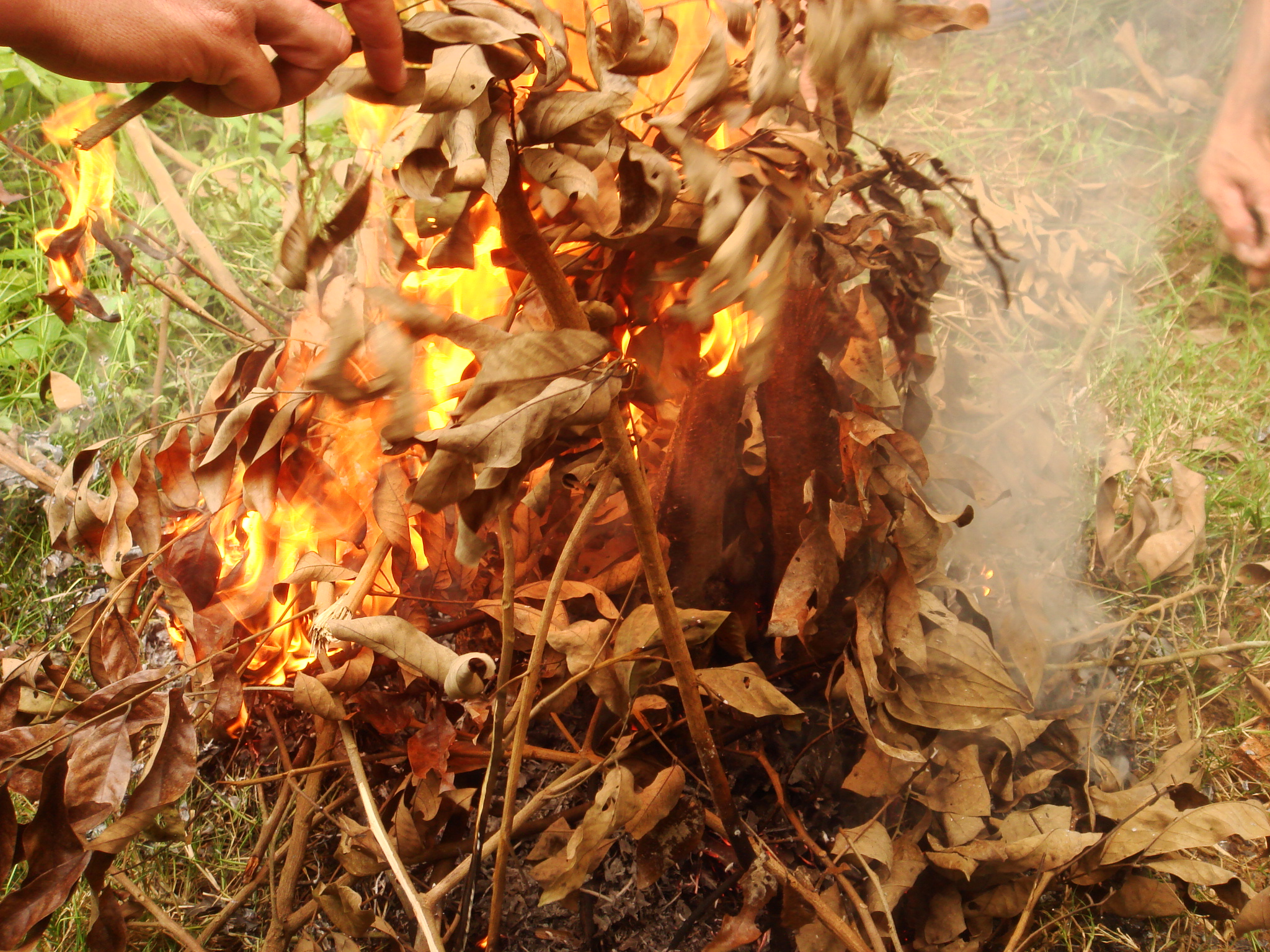
Cá được nướng
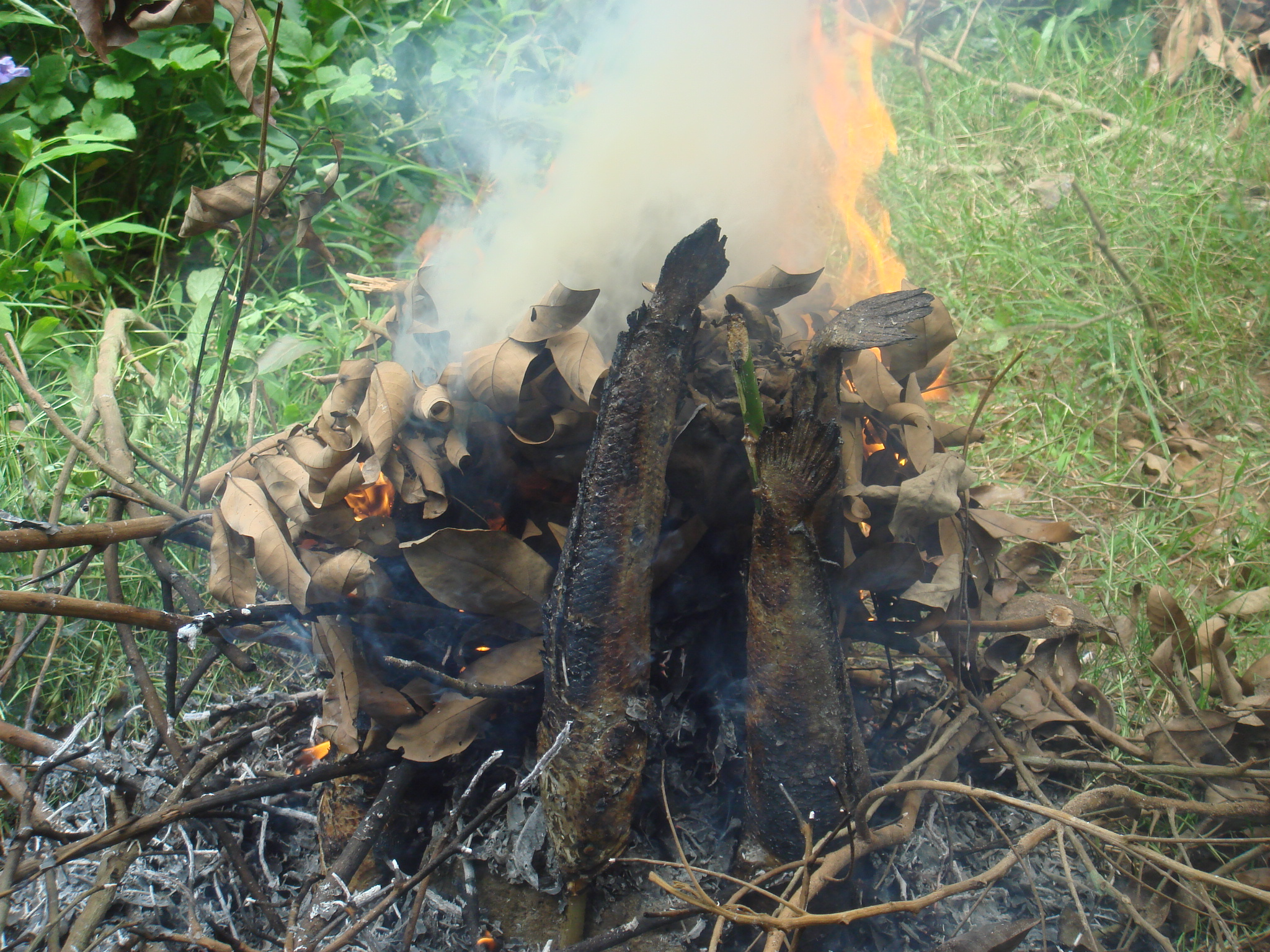
Cá đã chín